# Каливия (Саръшабанско)
Каливия (на гръцки: Καλύβια) е бивше село в Гърция, разположено на територията на дем Места (Нестос), административна област Източна Македония и Тракия.

## География
Каливия е било разположено източно от Саръшабан (Хрисуполи), на десния бряг на Места (Нестос).

## История
Селото е основано след 1923 година от гърци бежанци. В 1928 година е регистрирано със 122 жители.
Селото е разрушено заедно със съседното Беджели от голямото наводнение на Места в 1939 година.

| Година    | 1913 | 1920 | 1928 | 1940 | 1951 | 1961 | 1971 | 1981 | 1991 | 2001 | 2011 | 2021 |
| --------- | ---- | ---- | ---- | ---- | ---- | ---- | ---- | ---- | ---- | ---- | ---- | ---- |
| Население |      |      | 122  |      |      |      |      |      |      |      |      |      |